# Кубота (замок)
Замок Кубота (яп. 久保田城) — японский замок, расположенный в городе Акита, принадлежащий самурайскому роду Сатакэ. В течение нескольких веков этот замок является символом города Акиты.

## Описание
Замок Кубота был построен на 40-метровом холме на левом берегу реки Нибэцу (реки Асахи), притока реки Омоно. Главное здание замка был защищено системой водных рвов и восьми сторожевых башен. При строительстве замка почти не использовались каменные стены, которые не были распространены в провинции Хитати, бывшей родине клана Сатакэ. В замке также никогда не было внушительной главной крепости, возможно, для предотвращения нежелательных подозрений со стороны сёгуната Токугава.

## История
Основателем замка считается Сатакэ Ёсинобу — один из шести великих генералов Тоётоми Хидэёси. В битве при Сэкигахаре он выступил против Токугавы Иэясу, за что был наказан после победы Восточной коалиции. Его земли в провинции Хитати были конфискованы, и он был перемещён на север Японии, где стал первым даймё княжества Кубота. Ёсинобу начал строительство замка Кубота в сентябре 1602 года, как только прибыл на новое место. Основные работы были завершены к августу 1604 года. Также были размечена территория для постройки окружающего замок города, который разрастался при запланированных расширениях в 1607, 1619, 1629 и 1631 годах с системой улиц и рвов. Постройки замка сильно пострадали в результате пожара 21 сентября 1633 года, во период владения Сатакэ Ёситака. Замок был восстановлен в 1635 году. Название «Замок Кубота» впервые фигурирует в официальных документах от 1647 года.
Большая часть замкового города, а также несколько ворот замка и дворец даймё сгорели при пожаре 2 апреля 1776 года. Главная башня замка была разрушена во время последующего пожара, вызванного ударом молнии 10 июля 1778 года. Ремонт был завершен к 24 мая 1781 года. Однако ещё один пожар 10 мая 1797 года уничтожил многочисленные здания замка.
Во время Войны Босин (1868) после некоторого колебания, клан Куботы поддержал новое правительство Мэйдзи и в результате подвергся нападению со стороны сил Северного союза, особенно сил из соседнего княжества Цуруока. После окончания войны замок был передан кланом Сатакэ новому правительству 17 июня 1869 года. С отменой системы хан в 1871 году княжество Кубота было преобразовано в префектуру Акита, а замок Кубота стал офисом префектуры. После переезда в офис префектуры Акита 13 марта 1872 года замок был заброшен. Впоследствии, большинство его рвов были засыпаны, чтобы расширить городские улицы, и большинство его второстепенных структур было снесено. 21 июля 1880 года в заброшенном замке вспыхнул пожар, который уничтожил его и большинство оставшихся построек. Одни из оставшихся ворот были перенесены в местный буддийский храм в 1886 году. В 1890 году правительство вернуло опустошённую крепость обратно клану Сатакэ, который впоследствии передал участок замка городу Акита для использования в качестве городского парка.
Одна из угловых башен замка была реконструирована в 1989 году для развития местного туризма. В башне размещён небольшой исторический музей. Передние ворота замка были реконструированы в 2001 году. Замок был включен в список 100 прекрасных замков Японии в 2006 году. На территории замка также находится Музей истории клана Сатаке, и дом самураев периода Эдо, переехавший в парк в 1988 году. Дом самураев зарегистрирован как национальное важное культурное достояние.